# Нистор, Дьёрдь
Дьёрдь Нистор (Ньистор, венг. Nyisztor György; 22 декабря 1869, Сату-Маре — 7 января 1956, Будапешт) — венгерский политический деятель, народный комиссар земледелия во время Венгерской советской республики.

## Жизненный путь
Отец Д. Нистора, Дьёрдь Нистор-старший, был батраком, мать, Анна Буга, — служанкой. В детстве Дьёрдь работал слугой, пастухом, затем — дровосеком и рабочим-подёнщиком на винокурне в Сату-Маре (тогда — Сатмарнемети).
Присоединился к рабочему движению в начале 1890-х годов. После знакомства с социалистическими идеями вместе с двумя друзьями основал местную организацию СДПВ в Сатмарнемети. В поездках по венгерской провинции занимался организацией забастовок и рабочего движения венгерских и румынских рабочих и батраков.
7 января 1906 года учредительное собрание Общегосударственный союз венгерских земельных рабочих избрал Нистора в центральное управление, затем он стал секретарем Союза. Принимал участие в развивающемся забастовочном движении в разных частях страны и вскоре стал одним из самых известных агитаторов. Считался одаренным оратором. Принимал участие в дебатах, организованных против Вильмоша Мезёфи и его последователей. В 1907 году также участвовал в работе конгресса свободного образования в г. Печ. Публиковался в газете «Вилагсабадшаг», органе движения сельскохозяйственных рабочих. В руководстве Союза сельскохозяйственных рабочих представлял последовательную левую позицию.
Присутствовал на социал-демократических собраниях, подготовивших революционное движение октября 1918 года. После провозглашения республики принадлежал к левому крылу социал-демократической партии. В марте 1919 года стал членом Венгерской коммунистической партии, был народным комиссаром сельского хозяйства во время Венгерской советской республики.
После падения коммуны поставил целью сохранение Союза сельскохозяйственных рабочих, однако вскоре был арестован. В 1920 году предстал перед судом вместе с девятью товарищами-наркомами и на процессе по делу народных комиссаров (в рамках так называемых комиссарских процессов) был приговорен к пожизненному заключению.
В 1921 году был вывезен в Советский Союз в рамках советско-венгерской операции по обмену пленными, откуда вернулся только в 1945 году. После возвращения на родину стал почётным пенсионером, занимался партийной работой до своей кончины в январе 1956 г. Почти что 25-летний период его жизни в СССР не освещался ни в советской, ни в венгерской литературе, чем он занимался в СССР на протяжении четверти века остаётся неизвестным.

### На венгерском
- Bölöny József: Magyarország kormányai. Az 1987—1992 közötti időszakot feldolg. és sajtó alá rend. Hubai László. 4. bőv., jav. kiad. Bp., Akadémiai Kiadó, 1992.
- R. Gilicz Márta: Ifjúságunk példaképei. Válogatott bibliográfia a magyar munkásmozgalom nagy harcosairól. Bp., Fővárosi Szabó Ervin Könyvtár, 1965.
- Gulyás Pál: Magyar írók élete és munkái — új sorozat I—XIX. Budapest: Magyar Könyvtárosok és Levéltárosok Egyesülete. 1939—1944. , 1990—2002, a VII. kötettől (1990-) sajtó alá rendezte: Viczián János
- Magyar Nagylexikon. Főszerk. Élesztős László (1-5. k.), Berényi Gábor (6. k.), Bárány Lászlóné (8-). Bp., Akadémiai Kiadó, 1993-.
- Révai Új Lexikona. Főszerk. Kollega Tarsoly István. Szekszárd, Babits, 1996-.
- Új magyar életrajzi lexikon IV. (L-Ő). Főszerk. Markó László. Budapest: Magyar Könyvklub. 2002. 1118—1119. o. ISBN 963-547-414-8
- Takács József: A földmunkásmozgalom története (Bp., 1926);
- Réti László: Ny. Gy. (Csillag, 1956. 3. sz.);
- Réti László: Ny. Gy. (Szabad Nép, 1956. 8. sz.)